# Francesca Battistelli
Francesca Battistelli (New York, 18 maggio 1985) è una cantante statunitense.

## Biografia
Italoamericana, è nata e cresciuta a New York. I suoi genitori lavoravano nell'ambito dei musical. All'età di 15 anni è diventata membro del gruppo pop femminile Bella, col quale è andata in tournée. Dopo che il gruppo si è diviso, la cantante ha iniziato a scrivere canzoni.
Ha pubblicato il suo album di debutto nel 2004 intitolato Just a Breath con un'etichetta indipendente, per poi firmare un contratto con Fervent Records e far uscire, nel 2008, un EP intitolato I'm Letting Go e un album, My Paper Heart, dal quale sono stati ricavati quattro singoli.

## Discografia

### Album in studio
- 2004 – Just a Breath
- 2008 – My Paper Heart
- 2011 – Hundred More Years
- 2012 – Christmas
- 2014 – If We're Honest
- 2018 – Own It
- 2020 – This Christmas

### Raccolte
- 2017 – Greatest Hits: The First Ten Years

### Singoli
- 2008 – I'm Letting Go
- 2009 – Free to Be Me
- 2009 – It's Your Life
- 2010 – Beautiful, Beautiful
- 2011 – This Is the Stuff
- 2011 – Motion of Mercy
- 2012 – Angel by Your Side
- 2013 – Strangely Dim
- 2014 – Write Your Story
- 2014 – He Knows My Name
- 2015 – Holy Spirit
- 2016 – If We're Honest
- 2017 – Messiah
- 2017 – Giants Fall
- 2018 – This Could Change Everything
- 2018 – The Breakup Song
- 2019 – Defender
- 2020 – Behold Him